# 許氏鸚嘴魚
許氏鸚嘴魚，又名史氏鸚哥魚，俗名紅鸚哥、紅衣、青衫（雄）、紅海蜇（雌）、紅黑落（雌），為輻鰭魚綱鱸形目隆頭魚亞目鸚哥魚科的其中一種。

## 分布
本魚分布於印度太平洋區，包括模里西斯、塞席爾群島、聖誕島、可可群島、安達曼海、日本、中国大陆和台灣、越南、泰國、菲律賓、印尼、澳洲、新幾內亞、新喀里多尼亞、密克羅尼西亞、馬里亞納群島、馬紹爾群島、斐濟群島、夏威夷群島、法屬玻里尼西亞等海域。

## 深度
水深1至50公尺。

## 特徵
本魚體延長而略側扁。頭部輪廓呈平滑的弧型。齒板之外表面平滑，上齒板幾被上唇所覆蓋；齒板具0至2犬齒；每一上咽骨具1列臼齒狀之咽頭齒。開始型雌魚，體棕灰綠色，各鱗片具暗色緣。體側形成約5至6條不規則的暗色垂直斑。截型尾。終端型雄魚，體棕黃色到深藍綠色。頭上半部另向後延伸到背鰭中央部顏色較淡。近背鰭基之中央部分有一中等大小的黃色斑點。具雙凹型尾。背鰭硬棘9枚、背鰭軟條10枚、臀鰭硬棘3枚、臀鰭軟條9枚。體長可達35公分。

## 生態
幼魚成群和其他魚種的幼魚生活於礁湖及珊瑚礁平台。成魚多棲息於珊瑚茂盛或陡峭的珊瑚斜坡。它們成群的覓食於圓石區或珊瑚及圓石混合區域。雌性時常在混合的種魚群中當進食, 雄性通常具有領域性趨向。

## 經濟利用
食用魚，食用時可用清蒸、紅燒、或用鹽醃一、二小時後再煎食。另外可當作觀賞魚。